# Cervone, Ciutove
Cervone (în ucraineană Червоне) este un sat în comuna Taverivka din raionul Ciutove, regiunea Poltava, Ucraina.

## Demografie
Componența lingvistică a localității Cervone
     Ucraineană (93,95%)
     Rusă (4,44%)
     Belarusă (1,61%)
Conform recensământului din 2001, majoritatea populației localității Cervone era vorbitoare de ucraineană (93,95%), existând în minoritate și vorbitori de rusă (4,44%) și belarusă (1,61%).